# Guarinisuchus
Guarinisuchus — викопний рід морських крокодилоподібних з раннього палеоцену 62 мільйони років тому з формації Марія Фарінья, Бразилія. Типовим видом є G. munizi. Цей хижак досягав 3 метри в довжину. Guarinisuchus, здається, тісно пов'язаний з морськими крокодиломорфами, знайденими в Африці, що підтверджує гіпотезу про те, що ця група походить з Африки та мігрувала до Південної Америки, перш ніж поширитися у водах узбережжя Північної Америки.